# Championnat du monde de Formule 1 2006
Navigation
2005 2007
À la suite de l'annulation du Grand Prix de Belgique, prévu en septembre sur le circuit de Spa-Francorchamps, la saison 2006 de Formule 1 compte dix-huit Grands Prix. Le championnat est remporté par Fernando Alonso et par son écurie Renault F1 Team.
La saison est dominée par Ferrari et Renault, et par leurs pilotes, Michael Schumacher et Fernando Alonso, le premier annonçant, le 10 septembre à Monza, qu'il va se retirer de la compétition, le second, tenant du titre, ayant dès décembre 2005 signé avec McLaren pour le championnat 2007.
La première partie du championnat est à l'avantage d'Alonso qui remporte six victoires et monte neuf fois sur le podium lors des neuf premières courses pour se constituer un avantage de 25 points sur son rival. Pendant ce temps, le pilote Ferrari bat le 22 avril à Imola le record de pole positions d'Ayrton Senna en partant pour la soixante-sixième fois en tête.
Schumacher revient sur les talons du champion du monde en titre espagnol dans la deuxième partie de la saison, en alignant cinq victoires, dont la dernière de sa carrière le 1er octobre à Shanghai, portant son record à 91 succès depuis 1992. Le tournant du championnat a lieu lors de l'avant-dernière manche, au Japon, remportée par Alonso alors que Schumacher abandonne sur casse moteur. La décision se fait lors de la course finale à Interlagos : Alonso gagne son deuxième titre consécutif en se classant deuxième derrière Felipe Massa, qui remporte par ailleurs les deux premiers Grand Prix de sa carrière en disputant sa première saison chez Ferrari. Pour son dernier Grand Prix avant son retour en 2010, « Schumi » effectue une superbe remontée après un accrochage qui le plonge en fin de classement et passe la ligne d'arrivée en quatrième position. Finalement, Alonso et Schumacher comptent chacun sept victoires. 
Le septuple champion du monde allemand se retire avec tous les records de la Formule 1 sauf ceux de précocité : 91 victoires, 68 pole positions, 76 meilleurs tours, 22 hat-tricks, 154 podiums, 24 148 km en tête... 
Renault gagne son deuxième titre consécutif chez les constructeurs. La seule victoire d'une autre écurie est obtenue par Jenson Button à Budapest. Il gagne la première course de sa carrière et offre à Honda son premier succès en tant qu'écurie depuis John Surtees en 1967.

## Repères

### Pilotes

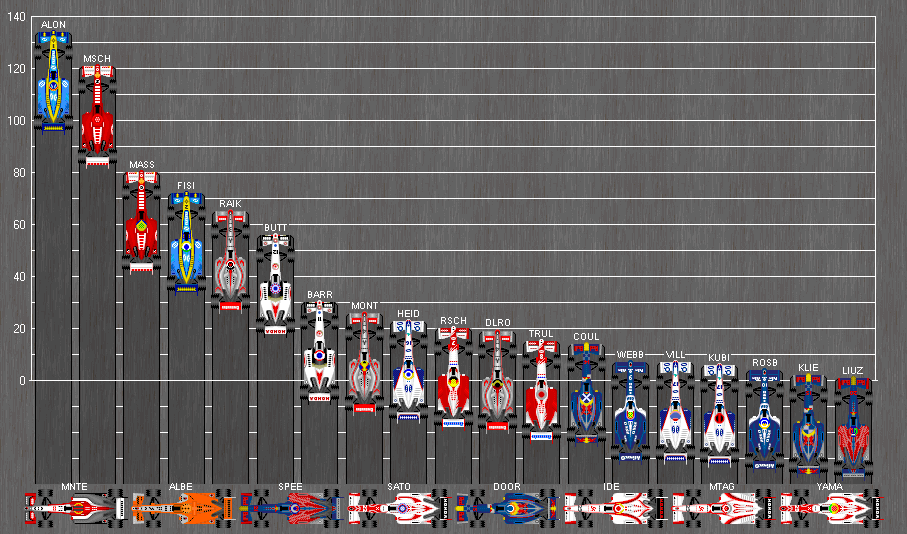
Classement du championnat du monde 2006

Débuts en tant que pilote-titulaire : 
- Nico Rosberg chez Williams.
- Scott Speed chez Toro Rosso.
- Yuji Ide chez Super Aguri.
- Robert Kubica chez BMW Sauber à partir du Grand Prix de Hongrie.
- Franck Montagny chez Super Aguri F1 à partir du Grand Prix d'Europe jusqu'au Grand Prix de France.
- Sakon Yamamoto chez Super Aguri à partir du Grand Prix d'Allemagne.

 Transferts : 
- Rubens Barrichello quitte Ferrari pour Honda.
- Felipe Massa quitte Sauber pour Ferrari.
- Nick Heidfeld quitte Williams pour BMW Sauber.
- Vitantonio Liuzzi quitte Red Bull pour Toro Rosso.
- Christijan Albers quitte Scuderia Minardi pour Midland.
- Takuma Satō quitte Honda pour Super Aguri.
- Robert Doornbos quitte Scuderia Toro Rosso pour devenir pilote de réserve de Red Bull.
- Alexander Wurz quitte McLaren Mercedes pour devenir le troisième pilote de Williams.
- Narain Karthikeyan quitte Jordan Grand Prix pour devenir le pilote de réserve de Williams.

 Retours en cours de saison : 
- Pedro de la Rosa (64 GP et 10 points entre 1999 et 2005) titulaire chez McLaren Mercedes à partir du Grand Prix de France pour prendre la place de Juan Pablo Montoya parti en NASCAR.
- Robert Doornbos (8 GP en 2005) titulaire chez Red Bull à partir du Grand Prix de Chine à la suite du limogeage de Christian Klien.

### Écuries
- Sauber devient BMW Sauber.
- Jordan devient Midland.
- Minardi devient Toro Rosso.
- BAR-Honda devient Honda Racing F1 Team.
- L'ancien pilote japonais Aguri Suzuki crée l'écurie Super Aguri.
- Fournitures de moteurs Cosworth pour les écuries Toro Rosso et Williams.
- Fournitures de moteurs Honda pour l'écurie Super Aguri.
- Fournitures de moteurs Ferrari pour l'écurie Red Bull.
- Fournitures de moteurs Toyota pour l'écurie Midland.

## Règlements sportif et technique: les nouveautés
- Essais qualificatifs selon le système « Super-pole ». Les monoplaces prennent la piste à leur convenance et ont un quart d'heure pour établir un temps. À l'issue de cette session, les six monoplaces les plus lentes quittent la séance et occuperont les six dernières places sur la grille de départ. Une deuxième session sur le même principe est organisée avec les monoplaces restantes pour déterminer l'ordre de départ de la 11e à la 16e place. Puis une troisième session de 20 minutes permet de départager les 10 monoplaces restantes.
- Durant les 40 premières minutes des essais qualificatifs, il est possible de changer les pneumatiques et de modifier la quantité d'essence embarquée.
- À l'issue de la séance de qualification, les monoplaces sont placées en parc fermé jusqu'au dimanche pour la mise en grille.
- Chaque pilote peut utiliser 7 trains de pneus « sec » par week-end de Grand Prix.
- Il est à nouveau possible (contrairement à 2005) de procéder à des changements de pneumatiques durant la course.
- Moteur atmosphérique 4 temps de 8 cylindres maximum et de 2 400 cm3 de cylindrée.
- Dérogation possible pour l'emploi d'un V10 2005 avec dispositif de bridage du régime maximum.

## Pilotes et monoplaces
| Écurie                            | Constructeur | Châssis      | Moteur              | Pneus | no | Pilotes              | Troisièmes pilotes                                                           | Pilotes d'essais                                                   |
| --------------------------------- | ------------ | ------------ | ------------------- | ----- | -- | -------------------- | ---------------------------------------------------------------------------- | ------------------------------------------------------------------ |
| Mild Seven Renault F1 Team        | Renault      | R26          | Renault RS26 V8     | M     | 1  | Fernando Alonso      |                                                                              | Heikki Kovalainen José María López Nelsinho Piquet Jonathan Cochet |
| Mild Seven Renault F1 Team        | Renault      | R26          | Renault RS26 V8     | M     | 2  | Giancarlo Fisichella |                                                                              | Heikki Kovalainen José María López Nelsinho Piquet Jonathan Cochet |
| Team McLaren Mercedes             | McLaren      | MP4-21       | Mercedes F0108 S V8 | M     | 3  | Kimi Räikkönen       |                                                                              | Pedro de la Rosa Gary Paffett Lewis Hamilton                       |
| Team McLaren Mercedes             | McLaren      | MP4-21       | Mercedes F0108 S V8 | M     | 4  | Juan Pablo Montoya   |                                                                              | Pedro de la Rosa Gary Paffett Lewis Hamilton                       |
| Team McLaren Mercedes             | McLaren      | MP4-21       | Mercedes F0108 S V8 | M     | 4  | Pedro de la Rosa     |                                                                              | Pedro de la Rosa Gary Paffett Lewis Hamilton                       |
| Scuderia Ferrari Marlboro         | Ferrari      | 248 F1       | Ferrari 056 V8      | B     | 5  | Michael Schumacher   |                                                                              | Luca Badoer Marc Gené                                              |
| Scuderia Ferrari Marlboro         | Ferrari      | 248 F1       | Ferrari 056 V8      | B     | 6  | Felipe Massa         |                                                                              | Luca Badoer Marc Gené                                              |
| Panasonic Toyota Racing           | Toyota       | TF106 TF106B | Toyota RVX-06 V8    | B     | 7  | Ralf Schumacher      |                                                                              | Ricardo Zonta Olivier Panis Andy Soucek                            |
| Panasonic Toyota Racing           | Toyota       | TF106 TF106B | Toyota RVX-06 V8    | B     | 8  | Jarno Trulli         |                                                                              | Ricardo Zonta Olivier Panis Andy Soucek                            |
| Williams F1 Team                  | Williams     | FW28         | Cosworth CA2006 V8  | B     | 9  | Mark Webber          | Alexander Wurz                                                               | Narain Karthikeyan                                                 |
| Williams F1 Team                  | Williams     | FW28         | Cosworth CA2006 V8  | B     | 10 | Nico Rosberg         | Alexander Wurz                                                               | Narain Karthikeyan                                                 |
| Lucky Strike Honda Racing F1 Team | Honda        | RA106        | Honda RA 806 E V8   | M     | 11 | Rubens Barrichello   | Anthony Davidson                                                             | James Rossiter Marco Andretti                                      |
| Lucky Strike Honda Racing F1 Team | Honda        | RA106        | Honda RA 806 E V8   | M     | 12 | Jenson Button        | Anthony Davidson                                                             | James Rossiter Marco Andretti                                      |
| Red Bull Racing                   | Red Bull     | RB2          | Ferrari 056 V8      | M     | 14 | David Coulthard      | Robert Doornbos Michael Ammermüller                                          |                                                                    |
| Red Bull Racing                   | Red Bull     | RB2          | Ferrari 056 V8      | M     | 15 | Christian Klien      | Robert Doornbos Michael Ammermüller                                          |                                                                    |
| Red Bull Racing                   | Red Bull     | RB2          | Ferrari 056 V8      | M     | 15 | Robert Doornbos      | Robert Doornbos Michael Ammermüller                                          |                                                                    |
| BMW Sauber F1 Team                | BMW Sauber   | F1.06        | BMW P86 V8          | M     | 16 | Nick Heidfeld        | Robert Kubica Sebastian Vettel                                               | Marco Holzer                                                       |
| BMW Sauber F1 Team                | BMW Sauber   | F1.06        | BMW P86 V8          | M     | 17 | Jacques Villeneuve   | Robert Kubica Sebastian Vettel                                               | Marco Holzer                                                       |
| BMW Sauber F1 Team                | BMW Sauber   | F1.06        | BMW P86 V8          | M     | 17 | Robert Kubica        | Robert Kubica Sebastian Vettel                                               | Marco Holzer                                                       |
| MF1 Racing Spyker MF1 Racing      | Midland      | M16          | Toyota RVX-06 V8    | B     | 18 | Tiago Monteiro       | Markus Winkelhock Giorgio Mondini Alexandre Prémat Adrian Sutil Ernesto Viso | Roman Rusinov Fabrizio del Monte Adrián Vallés Ronnie Quintarelli  |
| MF1 Racing Spyker MF1 Racing      | Midland      | M16          | Toyota RVX-06 V8    | B     | 19 | Christijan Albers    | Markus Winkelhock Giorgio Mondini Alexandre Prémat Adrian Sutil Ernesto Viso | Roman Rusinov Fabrizio del Monte Adrián Vallés Ronnie Quintarelli  |
| Scuderia Toro Rosso               | Toro Rosso   | STR1         | Cosworth TJ2006 V10 | M     | 20 | Vitantonio Liuzzi    | Neel Jani                                                                    |                                                                    |
| Scuderia Toro Rosso               | Toro Rosso   | STR1         | Cosworth TJ2006 V10 | M     | 21 | Scott Speed          | Neel Jani                                                                    |                                                                    |
| Super Aguri Formula 1 Team        | Super Aguri  | SA05 SA06    | Honda RA 806 E V8   | B     | 22 | Takuma Satō          | Sakon Yamamoto Franck Montagny                                               | Yuji Ide                                                           |
| Super Aguri Formula 1 Team        | Super Aguri  | SA05 SA06    | Honda RA 806 E V8   | B     | 23 | Yuji Ide             | Sakon Yamamoto Franck Montagny                                               | Yuji Ide                                                           |
| Super Aguri Formula 1 Team        | Super Aguri  | SA05 SA06    | Honda RA 806 E V8   | B     | 23 | Franck Montagny      | Sakon Yamamoto Franck Montagny                                               | Yuji Ide                                                           |
| Super Aguri Formula 1 Team        | Super Aguri  | SA05 SA06    | Honda RA 806 E V8   | B     | 23 | Sakon Yamamoto       | Sakon Yamamoto Franck Montagny                                               | Yuji Ide                                                           |

## Grands Prix de la saison 2006
| no  | Date         | Grand Prix                    | Lieu         | Vainqueur            | Écurie  | Pole position        | Record du tour     | Résumé |
| --- | ------------ | ----------------------------- | ------------ | -------------------- | ------- | -------------------- | ------------------ | ------ |
| 751 | 12 mars      | Grand Prix de Bahreïn         | Sakhir       | Fernando Alonso      | Renault | Michael Schumacher   | Nico Rosberg       | Résumé |
| 752 | 19 mars      | Grand Prix de Malaisie        | Sepang       | Giancarlo Fisichella | Renault | Giancarlo Fisichella | Fernando Alonso    | Résumé |
| 753 | 2 avril      | Grand Prix d'Australie        | Melbourne    | Fernando Alonso      | Renault | Jenson Button        | Kimi Räikkönen     | Résumé |
| 754 | 23 avril     | Grand Prix de Saint-Marin     | Imola        | Michael Schumacher   | Ferrari | Michael Schumacher   | Fernando Alonso    | Résumé |
| 755 | 7 mai        | Grand Prix d'Europe           | Nürburgring  | Michael Schumacher   | Ferrari | Fernando Alonso      | Michael Schumacher | Résumé |
| 756 | 14 mai       | Grand Prix d'Espagne          | Barcelone    | Fernando Alonso      | Renault | Fernando Alonso      | Felipe Massa       | Résumé |
| 757 | 28 mai       | Grand Prix de Monaco          | Monaco       | Fernando Alonso      | Renault | Fernando Alonso      | Michael Schumacher | Résumé |
| 758 | 11 juin      | Grand Prix de Grande-Bretagne | Silverstone  | Fernando Alonso      | Renault | Fernando Alonso      | Fernando Alonso    | Résumé |
| 759 | 25 juin      | Grand Prix du Canada          | Montréal     | Fernando Alonso      | Renault | Fernando Alonso      | Kimi Räikkönen     | Résumé |
| 760 | 2 juillet    | Grand Prix des États-Unis     | Indianapolis | Michael Schumacher   | Ferrari | Michael Schumacher   | Michael Schumacher | Résumé |
| 761 | 16 juillet   | Grand Prix de France          | Magny-Cours  | Michael Schumacher   | Ferrari | Michael Schumacher   | Michael Schumacher | Résumé |
| 762 | 30 juillet   | Grand Prix d'Allemagne        | Hockenheim   | Michael Schumacher   | Ferrari | Kimi Räikkönen       | Michael Schumacher | Résumé |
| 763 | 6 août       | Grand Prix de Hongrie         | Budapest     | Jenson Button        | Honda   | Kimi Räikkönen       | Felipe Massa       | Résumé |
| 764 | 27 août      | Grand Prix de Turquie         | Istanbul     | Felipe Massa         | Ferrari | Felipe Massa         | Michael Schumacher | Résumé |
| 765 | 10 septembre | Grand Prix d'Italie           | Monza        | Michael Schumacher   | Ferrari | Kimi Räikkönen       | Kimi Räikkönen     | Résumé |
| 766 | 1er octobre  | Grand Prix de Chine           | Shanghai     | Michael Schumacher   | Ferrari | Fernando Alonso      | Fernando Alonso    | Résumé |
| 767 | 8 octobre    | Grand Prix du Japon           | Suzuka       | Fernando Alonso      | Renault | Felipe Massa         | Fernando Alonso    | Résumé |
| 768 | 22 octobre   | Grand Prix du Brésil          | Interlagos   | Felipe Massa         | Ferrari | Felipe Massa         | Michael Schumacher | Résumé |

## Déroulement de la saison et faits marquants du championnat

### Grand Prix de Bahreïn

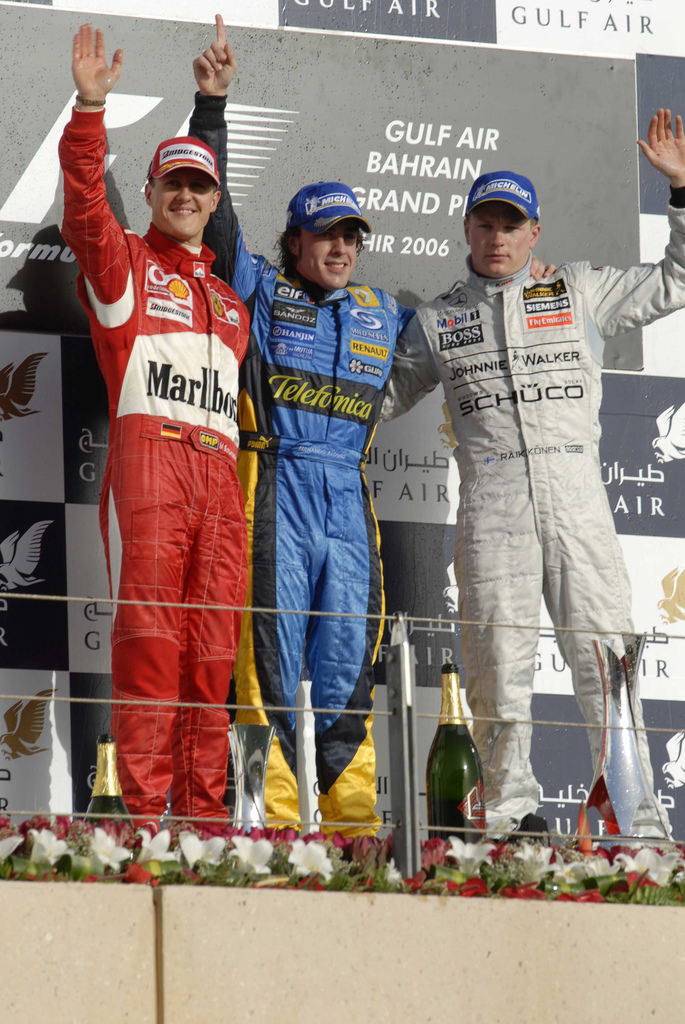
Le podium du Grand Prix de Bahreïn.

Pour l'ouverture de la saison, à Bahreïn, après une saison 2005 décevante, le septuple champion du monde Michael Schumacher (Ferrari) réalise, en 1 min 31 s 431, le meilleur temps des essais qualificatifs, égalant le dernier record qui lui manquait : le nombre de pole positions (65) détenu par Ayrton Senna. Parti en pole, il mène les deux tiers de la course avant d'être dépassé lors du second ravitaillement par le champion du monde en titre, Fernando Alonso, sur Renault, qui sort des stands juste devant lui pour conquérir la neuvième victoire de sa carrière. Kimi Räikkönen (McLaren-Mercedes), parti de la dernière place après avoir connu des ennuis lors de la séance qualificative, s'octroit la troisième place après une remontée aidée par une stratégie à un seul arrêt qui lui permet de se retrouver dans le peloton de tête après la seconde vague de ravitaillements. En réalisant un temps de 1 min 32 s 408 au quarante-deuxième tour, le jeune Nico Rosberg (Williams), dont c'est la première course de Formule 1, s'approprie le meilleur tour en course.

### Grand Prix de Malaisie
Pour la seconde course de la saison, en Malaisie, Giancarlo Fisichella (Renault) réalise la pole position devant Jenson Button (Honda) et le débutant Nico Rosberg. La course, limpide, est remportée par Fisichella qui l'a contrôlée de bout en bout, ne cédant le commandement que l'espace de quelques tours lors des arrêts aux stands. Fernando Alonso auteur d'un départ qui lui a permis, laissant sur place les McLaren et les Williams, de passer de la septième à la troisième place au premier virage se classe second de l'épreuve devant Jenson Button. Le début du championnat 2006 ressemble à celui de 2005, où Fisichella et Alonso s'étaient déjà partagés les deux premiers Grands Prix de la saison. Une nouveauté toutefois, Renault obtient son premier doublé depuis 1982.

### Grand Prix d'Australie
Le troisième Grand Prix, en Australie voit Fernando Alonso obtenir sa dixième victoire. Il réussit rapidement à se défaire de Jenson Button (Honda) parti en pole position et qui espérait bien obtenir enfin sa première victoire pour son 103e départ et à conserver la tête jusqu'à l'arrivée, malgré cinq interventions de la voiture de sécurité dues aux nombreuses sorties de route qui lui faisaient perdre chaque fois l'avantage qu'il avait acquis. Kimi Räikkönen (McLaren-Mercedes) termine deuxième devant Ralf Schumacher (Toyota) qui permet à son écurie de marquer ses premiers points de la saison.  Räikkönen réalise, en 1 min 26 s 045 le record du tour au cinquante-septième et avant-dernier tour. Button, qui a rétrogradé d'une place après chaque redémarrage, abandonne la cinquième place à quelques mètres de la ligne à Giancarlo Fisichella, parti en dernière position après un problème sur la grille au moment du départ, en raison de la casse de son moteur, qui ne lui permet même pas de franchir la ligne d'arrivée.

### Grand Prix de Saint Marin
À Imola, sur le Circuit Dino et Enzo Ferrari, pour la quatrième course de la saison, la Scuderia Ferrari démontre qu'il faut encore compter avec elle. Parti de la pole position et en tête dès le début de la course, Michael Schumacher (Ferrari) contrôle la course de bout en bout, ne cédant le commandement de l'épreuve que pendant ses ravitaillements (du vingt-et-unième au vingt-cinquième tour) à Fernando Alonso puis aux quarante-troisième et quarante-quatrième tours à Juan Pablo Montoya (McLaren-Mercedes) et le reprenant aussitôt après pour ne plus le quitter jusqu'au drapeau à damiers. Il remporte ainsi la 85e victoire de sa carrière, devant Alonso et Montoya. En 1 min 24 s 569, Alonso réalise, au vingt-troisième tour, le record du tour.

### Grand Prix d'Europe
Pour le cinquième Grand Prix, sur le Nürburgring dans le massif de l'Eifel, région natale du septuple champion du monde Michael Schumacher, celui-ci obtient sa deuxième victoire consécutive et la sixième au Nürburgring, au terme d'une course tactique. Parti de la pole position, Fernando Alonso (Renault) vire en tête au premier virage et conserve sa position pendant les deux tiers de l'épreuve. Deuxième dans le sillage du champion du monde, Michael Schumacher fait la différence en trois tours, juste avant son second ravitaillement repoussé pour lui permettre d'aligner quelques tours rapides qui font la différence. Alonso termine une nouvelle fois second, sa plus mauvaise place depuis le début de la saison, devant le jeune brésilien Felipe Massa (Ferrari) qui monte sur le podium pour la première fois de sa carrière. Le meilleur tour en course revient à Michael Schumacher, qui a réalisé au trente-neuvième tour le temps de 1 min 32 s 099.

### Grand Prix d'Espagne

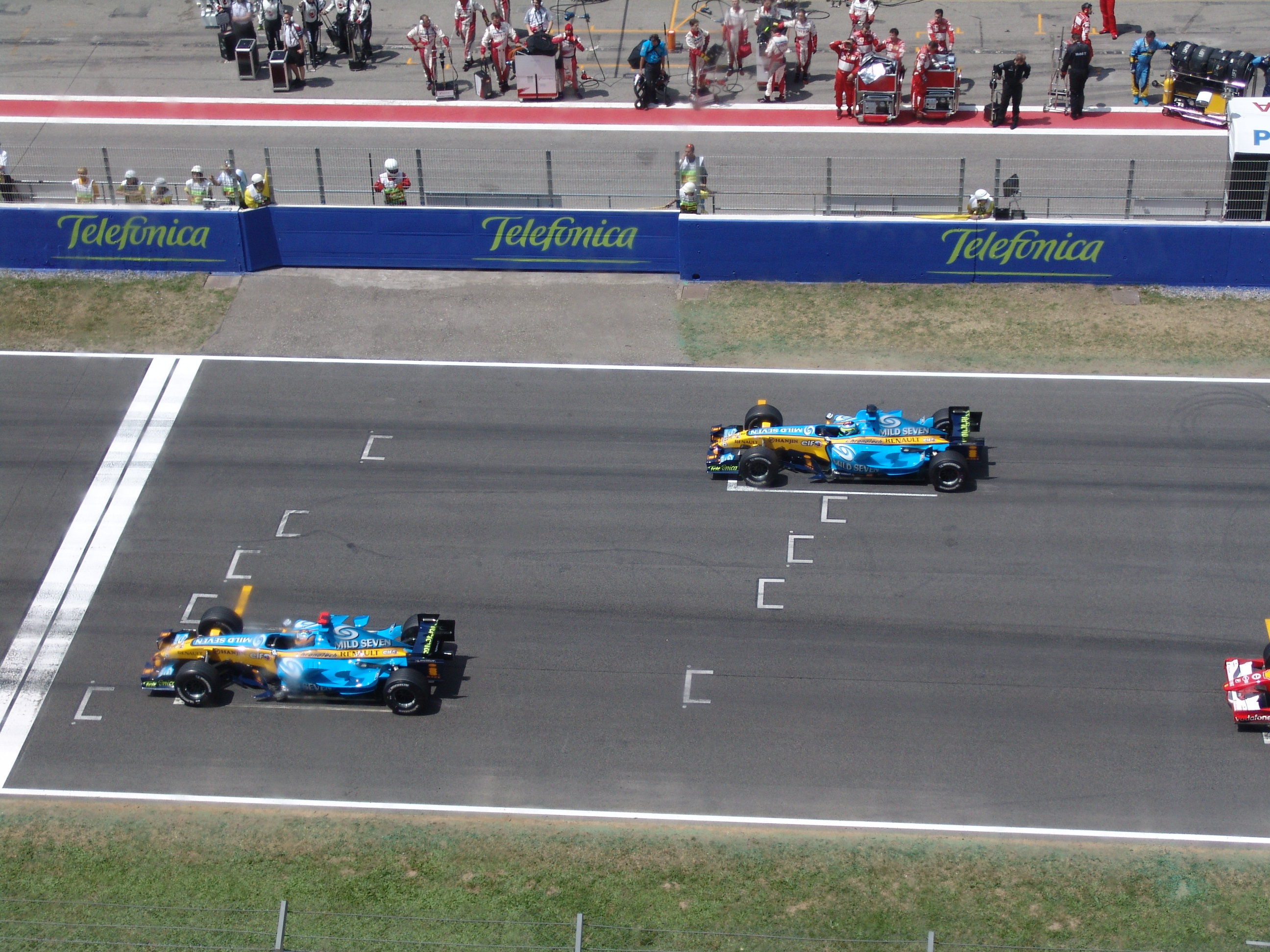
Les Renault trustent la première ligne au départ du Grand Prix d'Espagne à Barcelone.

Fernando Alonso a annoncé en début de saison qu'un de ses objectifs principaux, mis à part conserver son titre de champion du monde, était de s'imposer pour la première fois dans son Grand Prix national, le Grand Prix d'Espagne : contrat rempli lors de la sixième épreuve de la saison, disputée le 14 mai, sur le circuit de Catalogne à Montmeló. Alonso obtient la pole position devant son coéquipier Giancarlo Fisichella et les deux Ferrari de Michael Schumacher et Felipe Massa. Les deux McLaren-Mercedes se qualifient assez loin : Kimi Räikkönen à la neuvième place et Juan Pablo Montoya à la douzième, confirmant que le départ d'Adrian Newey, le concepteur de la voiture, est très préjudiciable à l'équipe. Alonso prend un excellent départ et creuse très vite un écart décisif sur ses poursuivants. Il gère tranquillement ses arrêts aux stands, ne laissant la tête de la course que pendant quelques tours, en attendant que ses adversaires ravitaillent à leur tour. L'équipe Renault  modifie sa stratégie en cours d'épreuve, passant de trois à deux arrêts pour s'adapter aux conditions de course et permettre à leur pilote de remporter cette victoire. Fisichella abandonne la seconde place à Schumacher à l'occasion des ravitaillements mais termine néanmoins sur le podium. Felipe Massa (4e) réalise le record du tour en 1 min 16 s 648 au quarante-deuxième passage.

### Grand Prix de Monaco

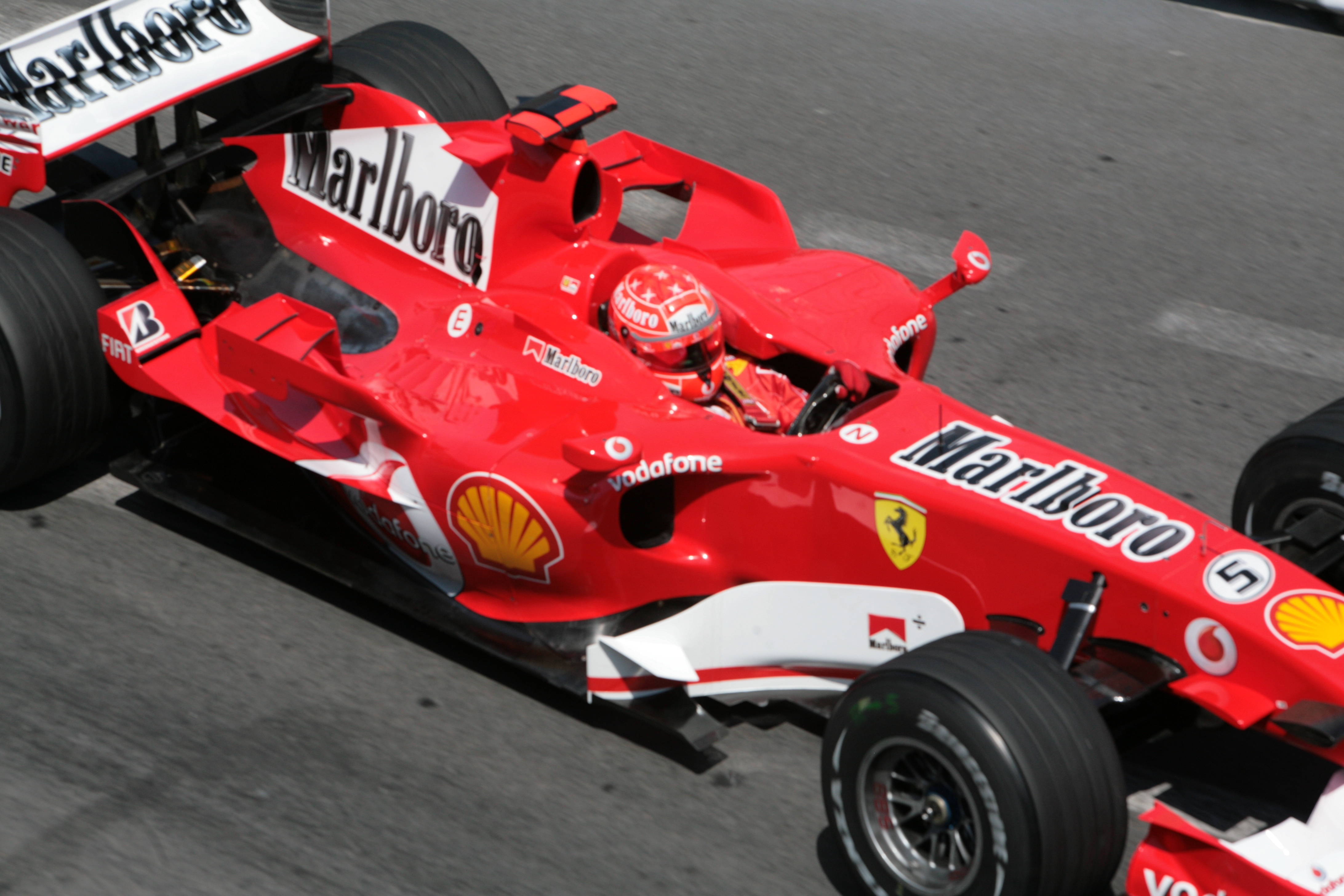
Michael Schumacher au volant de la Ferrari 248 F1 lors du Grand Prix de Monaco 2006.

Parti en pole position après le déclassement de Michael Schumacher rétrogradé au dernier rang sur la grille pour avoir arrêté sa voiture au milieu de la piste à la fin des qualifications, Fernando Alonso s'impose pour la première fois à Monaco, septième épreuve de la saison, augmentant par la même occasion son avance en tête du Championnat du monde. Jusqu'à l'intervention de la voiture de sécurité au quarante-huitième tour, après l'explosion du moteur de Mark Webber (Williams) jusque-là solidement installé à la troisième place, Alonso a eu fort à faire avec Kimi Räikkönen (McLaren-Mercedes), qui s'est emparé de la seconde place dès le deuxième tour et n'a plus lâché le train du pilote espagnol obligé d'économiser ses pneumatiques par un problème de survirage et de motricité sur son deuxième train de pneus. La course se joue lorsqu'Alonso et Räikkönen plongent au même moment dans les stands, le premier repartant en tête. La fin de course est facilitée pour le champion du monde par l'abandon de son rival finlandais trois tours plus tard après l'explosion de son moteur Mercedes. Juan Pablo Montoya (McLaren-Mercedes) et David Coulthard (Red Bull), tous deux anciens vainqueurs de l'épreuve monégasque, héritent des deuxième et troisième places. Parti des stands avec beaucoup d'essence pour ne faire qu'un arrêt après la sanction imposée par la FIA, Michael Schumacher, aidé par les abandons de Webber, Räikkönen et Jarno Trulli (Toyota), termine cinquième en battant à plusieurs reprises le meilleur tour en course, qui lui revient en 1 min 15 s 143 au soixante-quatorzième tour. Au championnat, l'Allemand compte désormais 21 points de retard sur l'Espagnol.

### Grand-Prix de Grande-Bretagne

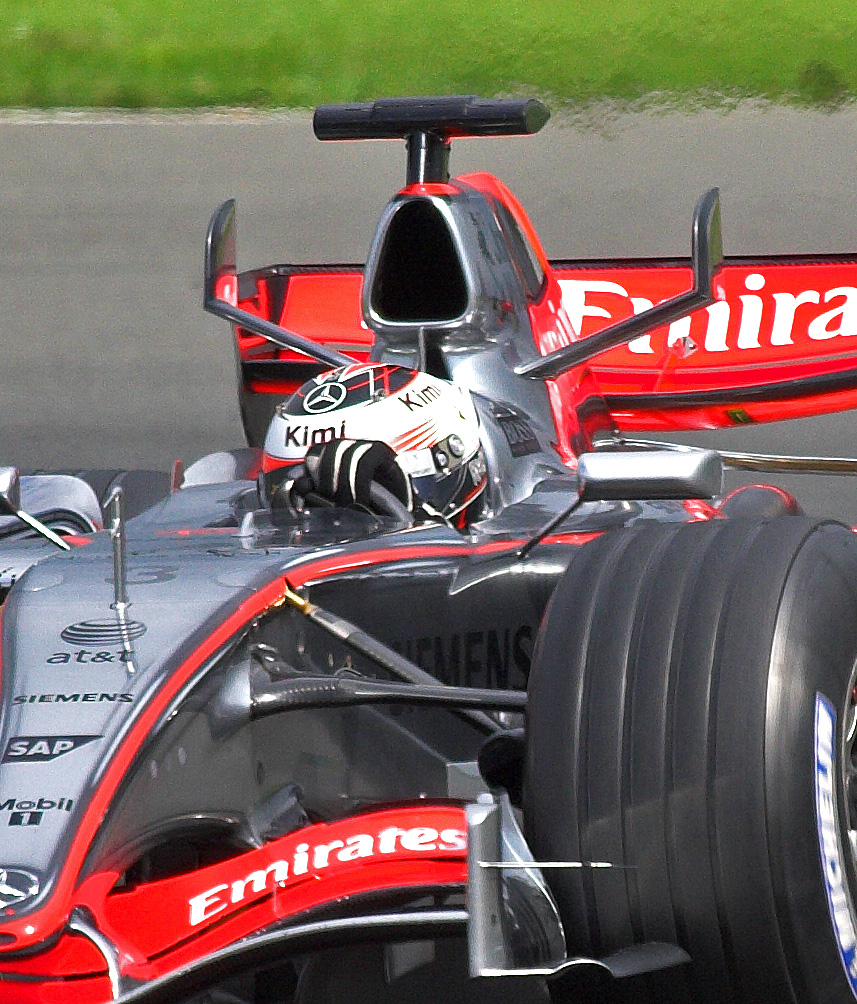
Kimi Räikkönen au Grand Prix de Grande-Bretagne 2006.

Lors de la huitième épreuve de la saison, pour le Grand Prix de Grande-Bretagne, sur le rapide circuit de Silverstone, le champion du monde Fernando Alonso obtient à plus de 220 km/h de moyenne sa quatrième pole position consécutive, faisant ainsi oublier la polémique suscitée par la manœuvre litigieuse de Michael Schumacher à Monaco. Il devance Kimi Räikkönen (McLaren-Mercedes), avide de revanche après ses déboires en Principauté, qui s'élance à ses côtés sur la première ligne. La deuxième ligne est entièrement rouge avec Michael Schumacher devant Felipe Massa. Fernando Alonso prend un excellent départ conservant sans problème sa première position et creuse un petit écart sur ses poursuivants lorsque l'intervention de la voiture de sécurité à la suite de l'accrochage entre Mark Webber (Williams), Ralf Schumacher (Toyota) et Scott Speed (Toro Rosso) provoque un regroupement. Aussitôt après le nouveau départ lancé, il grignote tour après tour une avance suffisante pour effectuer ses ravitaillements sans perdre la tête de la course. Dominateur de bout en  bout et ayant adopté la bonne stratégie (il s'est arrêté après ses adversaires), Alonso remporte sa troisième victoire d'affilée, sa cinquième de la saison, devant Michael Schumacher qui a subtilisé la seconde place à Kimi Räikkönen lors du deuxième ravitaillement. En réalisant un temps de 1 min 21 s 599 au vingt-et-unième tour, Alonso s'approprie le meilleur tour en course, réalisant ainsi le premier hat-trick de sa carrière.

### Grand-Prix du Canada

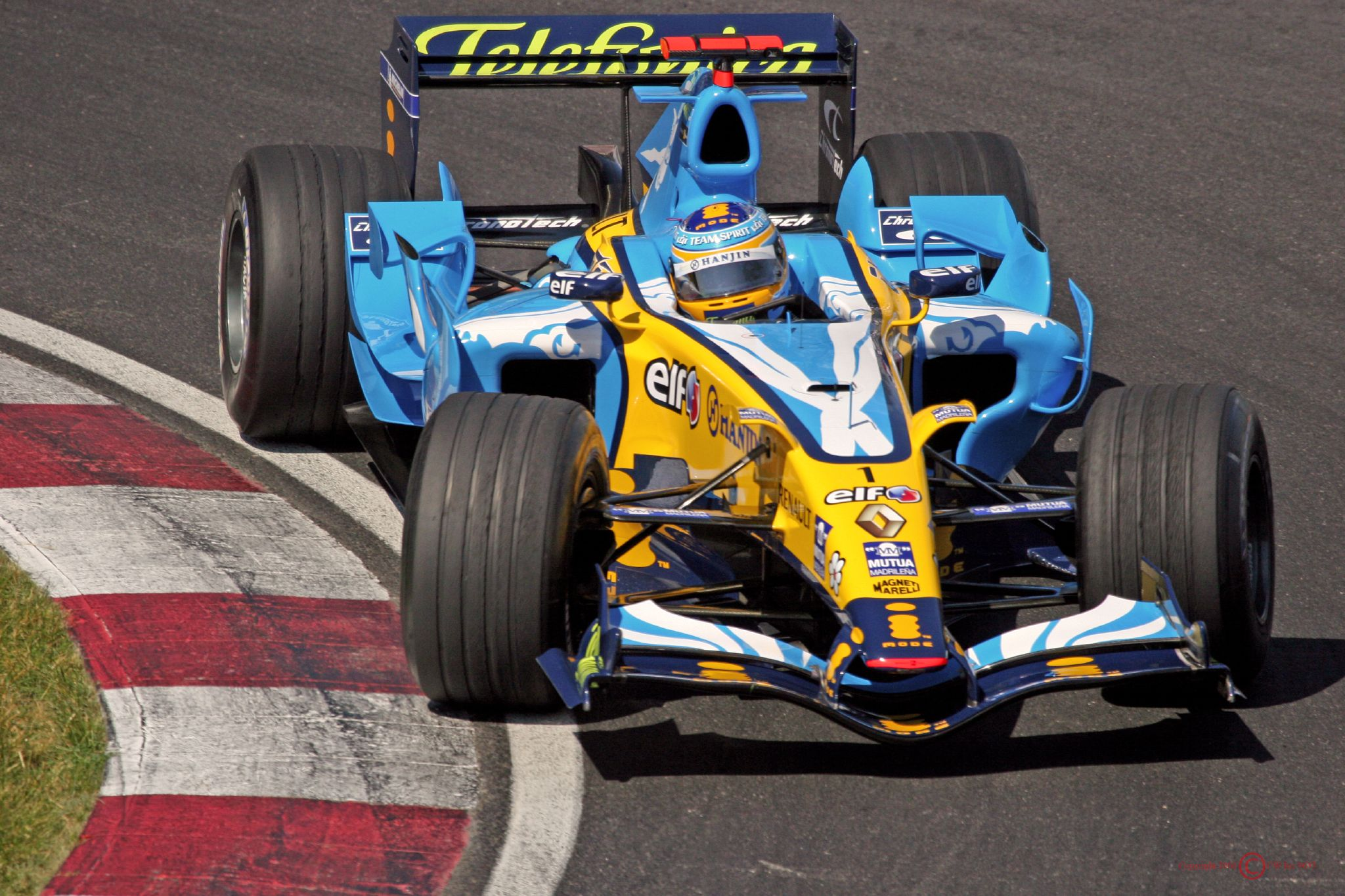
Sixième victoire, cette saison, pour Fernando Alonso.

Pour la neuvième course de la saison, au Canada, sur le Circuit Gilles-Villeneuve, la première ligne est entièrement aux couleurs de l'écurie championne du monde, Fernando Alonso devançant son coéquipier Giancarlo Fisichella et obtenant sa cinquième pole position consécutive. Michael Schumacher (cinquième) s'élance aux côtés de Nico Rosberg (Williams), tous deux devancés par Kimi Räikkönen (McLaren-Mercedes) et Jarno Trulli (Toyota). Alonso vire en tête au premier virage, tandis que son coéquipier se fait surprendre par Räikkönen après avoir freiné à cause d'un départ légèrement anticipé (il sera sanctionné d'un « drive through »). Si le départ se déroule sans encombre pour les cinq premiers, il n'en va pas de même derrière, Juan Pablo Montoya (McLaren-Mercedes) accroche Rosberg en voulant le dépasser, envoyant la Williams qui tentait de résister dans le mur et provoquant une première intervention de la voiture de sécurité. Après le redémarrage, Alonso et Räikkönen creusent un écart impressionnant sur leurs poursuivants, en se battant à coup de dixièmes de seconde, et en roulant 2 secondes plus vite au tour que tous les autres. Alonso s'arrête le premier pour ravitailler, laissant la tête de la course à son adversaire finlandais qui ravitaille un tour plus tard et embarque plus d'essence mais surtout perd un temps précieux à cause d'un écrou récalcitrant qui empêche de changer sa roue arrière-droite. Il reprend la piste en seconde position mais désormais trois secondes derrière le champion du monde qui lui reprend 5 secondes. Lors de la deuxième vague de ravitaillements, Räikkönen cale son moteur et on s'achemine vers une fin de course tranquille pour Alonso - qui compte alors plus de 25 seconde d'avance sur Räikkönen, qui a Schumacher dans son aileron, lorsque la brutale sortie de route de Jacques Villeneuve (BMW Sauber) entraîne au cinquante-neuvième tour une nouvelle intervention de la voiture de sécurité, réduisant tous les écarts à néant. Lorsqu'elle quitte la piste quatre tours plus tard, Alonso produit l'effort nécessaire pour conserver sa position et s'acheminer vers sa sixième victoire de la saison, la quatrième consécutive. Dans le dernier tour, Michael Schumacher s'empare de la seconde place au détriment de Räikkönen qui est sorti trop large dans l'un des derniers virages. Il se console en réalisant, en 1 min 15 s 841 au vingt-deuxième tour, le meilleur tour en course lors de son duel avec Alonso.

### Grand-Prix des États-Unis

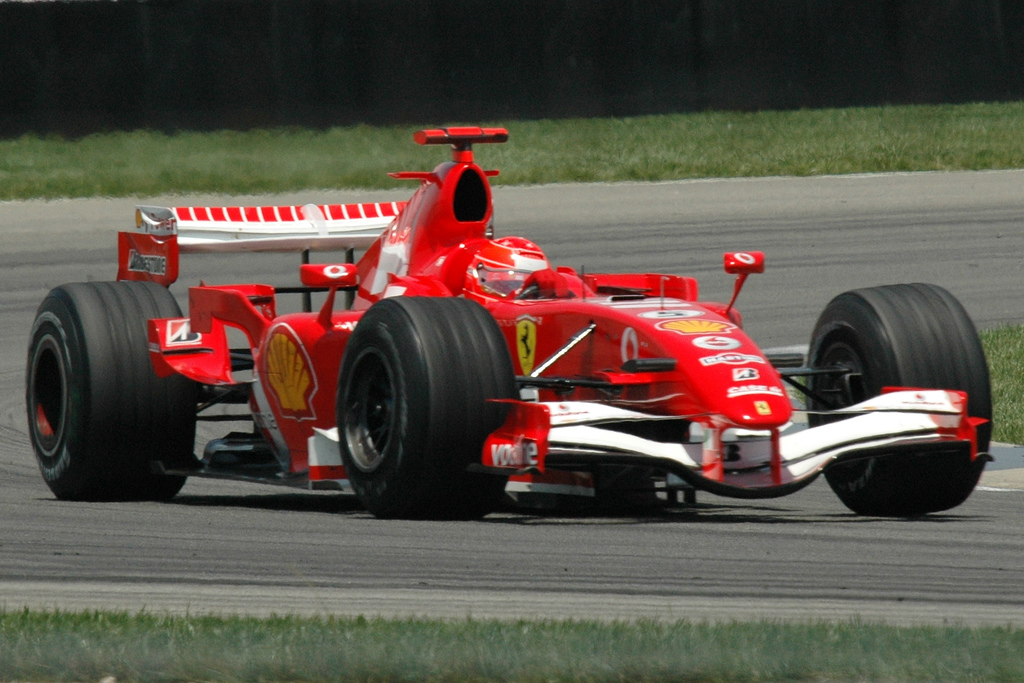
Michael Schumacher se relance au championnat à la suite de cette victoire américaine.

Sept jours après le Grand Prix du Canada, la dixième épreuve de la saison se déroule sur le circuit d'Indianapolis. Michael Schumacher obtient la soixante-septième pole position de sa carrière et son coéquipier Felipe Massa prend la deuxième place de la grille, devant Giancarlo Fisichella rassuré après le renouvellement de son contrat pour 2007 et Rubens Barrichello (Honda). Le leader du championnat, Fernando Alonso se contente de la cinquième place, tandis que Kimi Räikkönen (McLaren-Mercedes) n'est que neuvième. Dès le départ, donné devant une faible assistance, Alonso se porte à hauteur de Schumacher qui se fait dépasser par son coéquipier Felipe Massa. Si les premiers se sont élancés sans encombre, à l'arrière un gigantesque carambolage implique neuf voitures et provoque l'abandon de sept d'entre elles au premier virage. Kimi Räikkönen, Juan Pablo Montoya, Nick Heidfeld, Mark Webber, Scott Speed, Christian Klien et Franck Montagny sont éliminés après quelques centaines de mètres. Massa continue de mener jusqu'à son premier ravitaillement au vingt-neuvième tour et perd la tête de la course après le ravitaillement de Michael Schumacher qui ressort des stands devant lui. Aucune voiture n'est en mesure de contester la supériorité des Ferrari qui réalisent leur premier doublé de la saison, Schumacher obtenant la 87e victoire de sa carrière, sa quatrième consécutive sur ce circuit. Giancarlo Fisichella complète le podium devant Jarno Trulli (Toyota) qui était parti des stands ce qui lui évita de se trouver mêlé au carambolage de début de course. Une stratégie à un seul arrêt lui permet de finir devant Fernando Alonso. En réalisant 1 min 12 s 719 au cinquante-sixième tour, Michael Schumacher réalise le 21e hat-trick de sa carrière.

### Grand Prix de France

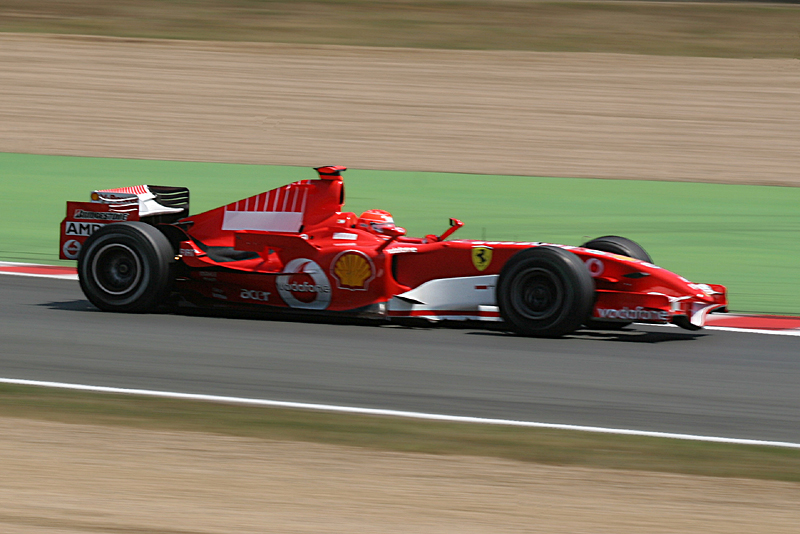
Deuxième victoire consécutive pour Michael Schumacher.

À Magny-Cours, où le Grand Prix de France se déroule au milieu des flonflons célébrant le centenaire du premier Grand Prix automobile de l'histoire, la Scuderia Ferrari monopolise, pour le second Grand Prix consécutif et la troisième fois de la saison, la première ligne de la grille de départ. Michael Schumacher obtient pour 17 millièmes de seconde la soixante-huitième pole position de sa carrière et s'élance en tête devant son coéquipier Felipe Massa et le champion du monde Fernando Alonso. Le départ est donné sans Juan Pablo Montoya, remplacé chez McLaren-Mercedes par le pilote essayeur Pedro de la Rosa après l'annonce de sa reconversion en 2007 dans le championnat NASCAR. Massa conserve de justesse sa seconde place convoitée par Alonso et, protégé par son équipier, Schumacher se constitue au fil des tours une avance suffisante pour gèrer ses ravitaillements et se permettre d'en faire un de plus qu'Alonso, qui change de stratégie en cours de course pour s'emparer de la seconde place de Massa. Schumacher obtient la 88e victoire de sa carrière et la huitième à Magny-Cours et, avec le meilleur tour en course, réalisé en 1 min 17 s 111 au quarante-sixième tour, le 22e hat-trick de sa carrière.

### Grand Prix d'Allemagne

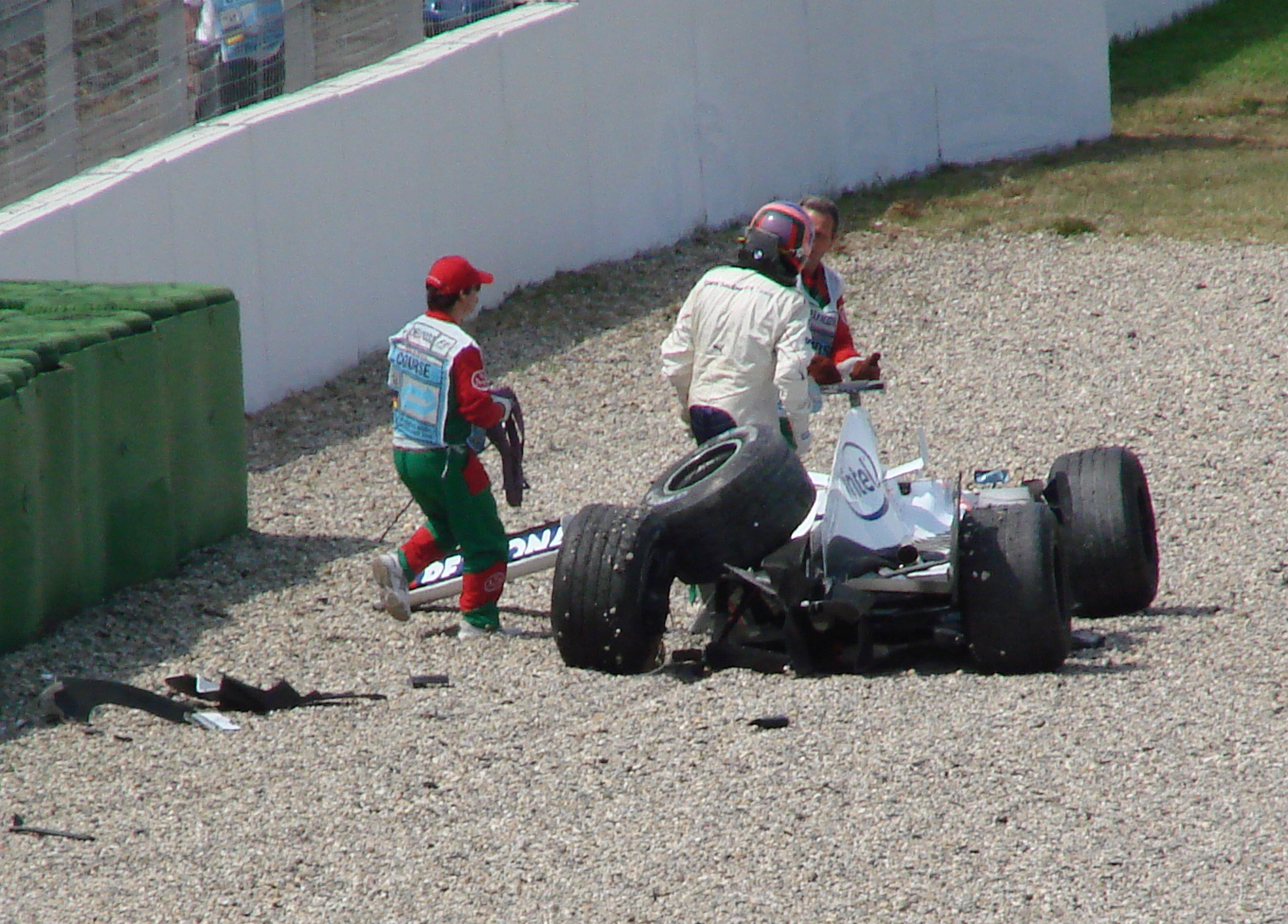
Fin de partie en F1 pour Jacques Villeneuve, qui quitte la discipline sur un accident.

Pour son Grand Prix national, douzième course de la saison sur le circuit d'Hockenheim, qui lui a jusqu'à présent moins bien réussi que d'autres puisqu'il n'y a remporté que trois victoires (1995, 2002 et 2004), Michael Schumacher et la Scuderia Ferrari se présentent en position de force après leurs deux victoires consécutives. Schumacher se fait souffler la pole position pour 135 millièmes de seconde par le Finlandais Kimi Räikkönen (McLaren-Mercedes) et s'élance de la première ligne pour la 112e fois de sa carrière, suivi par son coéquipier Felipe Massa et Jenson Button (Honda). Dès l'extinction des feux, Michael Schumacher n'a aucune difficulté à suivre le rythme du pilote finlandais qui lui cède le commandement dès le dixième tour, confirmant qu'il était parti avec peu d'essence, pour effectuer le premier de ses trois arrêts-ravitaillement, au cours desquels il perd une bonne dizaine de secondes à cause d'un problème lors du changement d'une roue. Un peu plus loin, Fernando Alonso (Renault), qui comptait 17 points d'avance sur Schumacher prend un bon départ de la quatrième ligne mais connaît des problèmes avec son pneu arrière gauche. Moins à l'aise qu'à l'habitude, sa voiture n'étant pas équipée des masses anti-vibratoires, il commet une faute dans la seconde partie de la course, sortant de la piste et se retrouvant dans le bac à graviers avant de parvenir à redresser sa trajectoire. Michael Schumacher et Felipe Massa effectuent un parcours sans souci en tête de la course. Seul Kimi Räikkönen les suit à distance respectable. À quelques tours de la fin, Mark Webber, dont la Williams se montre pour une fois performante puisqu'il oscille entre la troisième et la cinquième place, abandonne sur casse moteur, Alonso gagnant ainsi une place. Schumacher remporte donc devant son public sa 89e victoire et ramène l'écart qui le sépare d'Alonso à 11 points à six courses de la fin. Felipe Massa qui au fil des courses confirme les espoirs placés en lui par Jean Todt et Kimi Räikkönen complètent le podium. Le meilleur tour en course a été réalisé par Schumacher au dix-septième tour, en 1 min 16 s 357 à la moyenne de 215,650 km/h.

### Grand Prix de Hongrie
La grille de départ de la treizième épreuve de la saison, le Grand Prix de Hongrie, sur le Hungaroring, près de Budapest, présente un aspect inhabituel avec l'absence aux avant-postes des deux leaders du championnat. La raison de cette double absence est due aux sanctions infligées par les commissaires de course aux deux prétendants au titre : 2 secondes à ajouter à leur temps de qualification pour dépassement sous drapeaux jaunes et conduite dangereuse pour Fernando Alonso et dépassement sous drapeau rouge pour Michael Schumacher pendant les séances d'essais libres. Le leader du championnat s'élance de la quinzième place, et le septuple champion du monde de la douzième. Jenson Button (Honda), victime d'un incendie de sa monoplace au cours des essais libres doit, malgré son quatrième temps en qualification, s'élancer de la quatorzième place pour changement de moteur. Kimi Räikkönen (McLaren-Mercedes) réalise sa dixième pole position et, à ses côtés, Felipe Massa devance son compatriote Rubens Barrichello (Honda) et Pedro de la Rosa (McLaren-Mercedes). Le jeune pilote polonais Robert Kubica (BMW Sauber) qui remplace l'ancien champion du monde Jacques Villeneuve (officiellement mal remis de son accident au Grand Prix d'Allemagne la semaine précédente) se qualifie neuvième et devient le premier pilote de son pays en championnat du monde de Formule 1. Il termine septième place mais perd le bénéfice de ce résultat car le poids de sa voiture est inférieur au poids minimal autorisé.
La pluie oblige la plupart des concurrents à partir en pneus pluie ou en pneus intermédiaires. Dès le départ sur une piste détrempée, Räikkönen conserve sa première position mais derrière lui la bagarre fait rage à tous les niveaux de la grille. À la fin du premier tour, Michael Schumacher a gagné cinq places et Fernando Alonso se retrouve quatrième après cinq tours, derrière son rival au championnat. L'Espagnol est nettement plus rapide que la Ferrari et, après quelques tentatives infructueuses, Alonso dépasse son rival et s'empare de la troisième place. Il rattrape rapidement Pedro de la Rosa qu'il dépasse et se retrouve quelques tours plus tard dans les échappements de Kimi Räikkönen, qui s'arrête à son stand pour ravitailler. Le champion du monde prend un tour à Michael Schumacher. Au vingt-cinquième tour, un accrochage entre Kimi Räikkönen et Vitantonio Liuzzi (Toro Rosso) à qui il allait prendre un tour provoque l'intervention de la voiture de sécurité. Alonso, qui possède à ce moment-là 45 secondes d'avance, voit ses efforts anéantis. Il ravitaille tout en conservant la tête de la course. Lors du nouveau départ, Alonso, protégé par quelques retardataires intercalés entre lui et Jenson Button, second grâce à une stratégie décalée judicieuse, creuse à nouveau l'écart. Lors de son second ravitaillement, au cinquantième tour, il laisse la première place à Button et chausse des pneus pour le sec. Une rupture de transmission provoque sa sortie de route et son premier abandon de la saison. Michael Schumacher, qui peut dès lors réduire son écart au championnat à trois points et qui a réussi à s'emparer de la seconde place, a des pneus inadaptés et en très mauvais état : il est doublé par Pedro de la Rosa puis par Nick Heidfeld (BMW Sauber) qui s'empare de la troisième place avant d'abandonner. Il récupère un point en étant classé huitième après la disqualification de Kubica. Pour sa 114e course, Jenson Button voit enfin la victoire lui sourire. Pedro de la Rosa et Nick Heidfeld complètent un podium inédit. Au championnat, Alonso conserve dix points d'avance à cinq courses de la fin. Massa, en réalisant un temps de 1 min 24 s 198 au soixante-cinquième tour, s'approprie pour la seconde fois de sa carrière, le meilleur tour en course.

### Grand Prix de Turquie
Les deux pilotes Ferrari réalisent pour la quatrième fois de la saison un doublé en qualification du Grand Prix de Turquie, sur le circuit d'Istanbul. Felipe Massa obtient sa première pole position en devançant Michael Schumacher de près de 4/10 de secondes. La seconde ligne est occupée par les deux pilotes Renault, Fernando Alonso ayant une nouvelle fois dominé Giancarlo Fisichella. Ils sont suivis par Nick Heidfeld(BMW Sauber) et Jenson Button (Honda). Ralf Schumacher (Toyota), qui a réalisé le cinquième temps doit reculer de dix places sur la grille pour avoir changé de moteur. Les McLaren sont une nouvelle fois à la peine, Kimi Räikkönen partant de la huitième place et Pedro de la Rosa de la onzième.
À l'extinction des feux, Alonso s'immisce entre les deux Ferrari. Au premier freinage, Schumacher intimide son adversaire, provoquant un écart du pilote espagnol qui entraîne un tête-à-queue de Giancarlo Fisichella, relégué en fond du peloton. Fisichella, auteur par la suite d'une remontée qui lui permet de terminer sixième, n'est pas la seule victime de la manœuvre : touché à l'arrière gauche par Scott Speed (Toro Rosso) en perdition, Räikkönen rentre au stand et, à peine reparti, termine sa course dans les pneus de protection après un tout droit. Au dixième tour, Massa et Schumacher comptent 10 et 8 secondes d'avance sur Alonso mais la Toro Rosso de Vitantonio Liuzzi victime d'une panne de transmission, s'immobilise dans un virage entraînant l'entrée en piste de la voiture de sécurité au douzième tour. Les trois leaders se précipitent aux stands pour ravitailler et Schumacher doit patienter derrière son équipier et se fait subtiliser la seconde place par Alonso. Dans le second relais, des Bridgestone en difficulté et une incursion hors piste coûtent sept secondes à Schumacher qui regagne malgré tout le terrain perdu pour harceler Alonso dans les quinze derniers tours. Le champion du monde en titre défend sa seconde place jusqu'au bout sous la pression permanente de son adversaire. Comme Button, en Hongrie, Massa remporte sa première victoire, devançant Alonso qui récupère deux points au championnat sur Schumacher. À quatre courses de la fin, 12 points séparent désormais les deux prétendants au titre. Dans sa course-poursuite derrière Alonso, Schumacher réalise, au cinquante-cinquième tour, le meilleur tour en course en 1 min 28 s 005.

### Grand Prix d'Italie
La 15e manche de la saison se déroule à Monza, le 10 septembre. Kimi Räikkönen (McLaren) réalise sa troisième pole position de la saison devant Michael Schumacher, Heidfeld sur BMW Sauber et Felipe Massa. Fisichella, neuvième devance Alonso, dixième après une pénalité de cinq places pour avoir gêné Felipe Massa en qualifications. Au départ, Räikkönen garde le bénéfice de sa pole, toujours devant Schumacher, alors que Kubica gagne trois places et pointe au troisième rang. Alonso est sixième après dix tours. Dans le quatorzième tour, Schumacher double le leader Räikkönen avant de ravitailler trois tours après. Kubica devient alors le premier Polonais à mener un Grand Prix. Il passe par les stands au vingt-deuxième tour, Schumacher menant alors donc devant Räikkönen tandis qu'Alonso est troisième. À dix tours du but, l'Espagnol abandonne sur casse moteur. Michael Schumacher accroît son avance sur Räikkönen, et remporte le 90e succès de sa carrière. Il est suivi de Räikkönen et de Kubica qui monte sur un podium pour sa troisième course. Au championnat pilotes, Schumacher revient à 2 points d'Alonso alors qu'au classement constructeurs, Ferrari s'empare de la tête avec 3 points d'avance sur Renault. Le meilleur tour en course est obtenu par Räikkönen au 13e tour, en 1 min 22 s 559. À l'issue de cette course, pendant la conférence de presse, Michael Schumacher annonce son départ à la retraite.

## Classement saison 2006

### Pilotes
| Classement | Pilotes              | BAR  | MAL  | AUS  | SMA  | EUR  | ESP  | MON  | GBR  | CAN  | USA  | FRA  | ALL  | HUN  | TUR  | ITA  | CHI  | JAP  | BRA  | Points |
| ---------- | -------------------- | ---- | ---- | ---- | ---- | ---- | ---- | ---- | ---- | ---- | ---- | ---- | ---- | ---- | ---- | ---- | ---- | ---- | ---- | ------ |
| Champion   | Fernando Alonso      | 1    | 2    | 1    | 2    | 2    | 1    | 1    | 1    | 1    | 5    | 2    | 5    | Abd. | 2    | Abd. | 2    | 1    | 2    | 134    |
| 2e         | Michael Schumacher   | 2    | 6    | Abd. | 1    | 1    | 2    | 5    | 2    | 2    | 1    | 1    | 1    | 8*   | 3    | 1    | 1    | Abd. | 4    | 121    |
| 3e         | Felipe Massa         | 9    | 5    | Abd. | 4    | 3    | 4    | 9    | 5    | 5    | 2    | 3    | 2    | 7    | 1    | 9    | Abd. | 2    | 1    | 80     |
| 4e         | Giancarlo Fisichella | Abd. | 1    | 5    | 8    | 6    | 3    | 6    | 4    | 4    | 3    | 6    | 6    | Abd. | 6    | 4    | 3    | 3    | 6    | 72     |
| 5e         | Kimi Räikkönen       | 3    | Abd. | 2    | 5    | 4    | 5    | Abd. | 3    | 3    | Abd. | 5    | 3    | Abd. | Abd. | 2    | Abd. | 5    | 5    | 65     |
| 6e         | Jenson Button        | 4    | 3    | 10   | 7    | Abd. | 6    | 11   | Abd. | 9    | Abd. | Abd. | 4    | 1    | 4    | 5    | 4    | 4    | 3    | 56     |
| 7e         | Rubens Barrichello   | 15   | 10   | 7    | 10   | 5    | 7    | 4    | 10   | Abd. | 6    | Abd. | Abd. | 4    | 8    | 6    | 6    | 12   | 7    | 30     |
| 8e         | Juan Pablo Montoya   | 5    | 4    | Abd. | 3    | Abd. | Abd. | 2    | 6    | Abd. | Abd. |      |      |      |      |      |      |      |      | 26     |
| 9e         | Nick Heidfeld        | 12   | Abd. | 4    | 13   | 10   | 8    | 7    | 7    | 7    | Abd. | 8    | Abd. | 3    | 14   | 8    | 7    | 8    | 17   | 23     |
| 10e        | Ralf Schumacher      | 14   | 8    | 3    | 9    | Abd. | Abd. | 8    | Abd. | Abd. | Abd. | 4    | 9    | 6    | 7    | 15   | Abd. | 7    | Abd. | 20     |
| 11e        | Pedro de la Rosa     |      |      |      |      |      |      |      |      |      |      | 7    | Abd. | 2    | 5    | Abd. | 5    | 11   | 8    | 19     |
| 12e        | Jarno Trulli         | 16   | 9    | Abd. | Abd. | 9    | 10   | 17   | 11   | 6    | 4    | Abd. | 7    | 12   | 9    | 7    | Abd. | 6    | Abd. | 15     |
| 13e        | David Coulthard      | 10   | Abd. | 8    | Abd. | Abd. | 14   | 3    | 12   | 8    | 7    | 9    | 11   | 5    | 15   | 12   | 9    | Abd. | Abd. | 14     |
| 14e        | Mark Webber          | 6    | Abd. | Abd. | 6    | Abd. | 9    | Abd. | Abd. | 12   | Abd. | Abd. | Abd. | Abd. | 10   | 10   | 8    | Abd. | Abd. | 7      |
| 15e        | Jacques Villeneuve   | Abd. | 7    | 6    | 12   | 8    | 12   | 14   | 8    | Abd. | Abd. | 11   | Abd. |      |      |      |      |      |      | 7      |
| 16e        | Robert Kubica        |      |      |      |      |      |      |      |      |      |      |      |      | DSQ  | 12   | 3    | 13   | 9    | 9    | 6      |
| 17e        | Nico Rosberg         | 7    | Abd. | Abd. | 11   | 7    | 11   | Abd. | 9    | Abd. | 9    | 14   | Abd. | Abd. | Abd. | Abd. | 11   | 10   | Abd. | 4      |
| 18e        | Christian Klien      | 8    | Abd. | Abd. | Abd. | Abd. | 13   | Abd. | 14   | 11   | Abd. | 12   | 8    | Abd. | 11   | 11   |      |      |      | 2      |
| 19e        | Vitantonio Liuzzi    | 11   | 11   | Abd. | 14   | Abd. | 15   | 10   | 13   | 13   | 8    | 13   | 10   | Abd. | Abd. | 14   | 10   | 14   | 13   | 1      |
| 20e        | Scott Speed          | 13   | Abd. | 9    | 15   | 11   | Abd. | 13   | Abd. | 10   | Abd. | 10   | 12   | 11   | 13   | 13   | 14   | 18   | 11   | 0      |
| 21e        | Tiago Monteiro       | 17   | 13   | Abd. | 16   | 12   | 16   | 15   | 16   | 14   | Abd. | Abd. | DSQ  | 9    | Abd. | Abd. | Abd. | 16   | 15   | 0      |
| 22e        | Christijan Albers    | Abd. | 12   | 11   | Abd. | 13   | Abd. | 12   | 15   | Abd. | Abd. | 15   | DSQ  | 10   | Abd. | 17   | 15   | Abd. | 14   | 0      |
| 23e        | Takuma Satō          | 18   | 14   | 12   | Abd. | Abd. | 17   | Abd. | 17   | 15   | Abd. | Abd. | Abd. | 13   | NC   | 16   | DSQ  | 15   | 10   | 0      |
| 24e        | Robert Doornbos      |      |      |      |      |      |      |      |      |      |      |      |      |      |      |      | 12   | 13   | 12   | 0      |
| 25e        | Yuji Ide             | Abd. | Abd. | 13   | Abd. |      |      |      |      |      |      |      |      |      |      |      |      |      |      | 0      |
| 26e        | Sakon Yamamoto       |      |      |      |      |      |      |      |      |      |      |      | Abd. | Abd. | Abd. | Abd. | 16   | 17   | 16   | 0      |
| 27e        | Franck Montagny      |      |      |      |      | Abd. | Abd. | 16   | 18   | Abd. | Abd. | 16   |      |      |      |      |      |      |      | 0      |

| Couleur  | Résultat                                                                                         |
| -------- | ------------------------------------------------------------------------------------------------ |
| Or       | Vainqueur                                                                                        |
| Argent   | 2e place                                                                                         |
| Bronze   | 3e place                                                                                         |
| Vert     | Classé dans les points                                                                           |
| Bleu     | Classé hors des points Non classé (Nc.)                                                          |
| Violet   | Abandon (Abd.)                                                                                   |
| Rouge    | Non qualifié (Nq.) Non pré-qualifié (Npq.)                                                       |
| Noir     | Disqualifié (Dsq.)                                                                               |
| Blanc    | Non partant (Np.) Forfait (Forf.) Suspendu (Susp.) Course annulée (A.)                           |
| Gras     | Pole position                                                                                    |
| Italique | Meilleur tour en course                                                                          |
| *        | Le pilote a abandonné mais est classé pour avoir parcouru plus de 90 % de la distance de course. |
| +        | Résultat en course Sprint (si arrivée dans les points).                                          |

### Constructeurs
| Pos.   | Constructeurs       | Pilotes              | BAR  | MAL  | AUS  | AUS  | EUR  | ESP  | MON  | GBR  | CAN  | USA  | FRA  | ALL  | HUN  | TUR  | ITA  | CHI  | JAP  | BRA  | Points |
| ------ | ------------------- | -------------------- | ---- | ---- | ---- | ---- | ---- | ---- | ---- | ---- | ---- | ---- | ---- | ---- | ---- | ---- | ---- | ---- | ---- | ---- | ------ |
| Champ. | Renault             | Fernando Alonso      | 1    | 2    | 1    | 2    | 2    | 1    | 1    | 1    | 1    | 5    | 2    | 5    | Abd. | 2    | Abd. | 2    | 1    | 2    | 206    |
| Champ. | Renault             | Giancarlo Fisichella | Abd. | 1    | 5    | 8    | 6    | 3    | 6    | 4    | 4    | 3    | 6    | 6    | Abd. | 6    | 4    | 3    | 3    | 6    | 206    |
| 2      | Ferrari             | Michael Schumacher   | 2    | 6    | Abd. | 1    | 1    | 2    | 5    | 2    | 2    | 1    | 1    | 1    | 8*   | 3    | 1    | 1    | Abd. | 4    | 201    |
| 2      | Ferrari             | Felipe Massa         | 9    | 5    | Abd. | 4    | 3    | 4    | 9    | 5    | 5    | 2    | 3    | 2    | 7    | 1    | 9    | Abd. | 2    | 1    | 201    |
| 3      | McLaren-Mercedes    | Kimi Räikkönen       | 3    | Abd. | 2    | 5    | 4    | 5    | Abd. | 3    | 3    | Abd. | 5    | 3    | Abd. | Abd. | 2    | Abd. | 5    | 5    | 110    |
| 3      | McLaren-Mercedes    | Juan Pablo Montoya   | 5    | 4    | Abd. | 3    | Abd. | Abd. | 2    | 6    | Abd. | Abd. |      |      |      |      |      |      |      |      | 110    |
| 3      | McLaren-Mercedes    | Pedro de la Rosa     |      |      |      |      |      |      |      |      |      |      | 7    | Abd. | 2    | 5    | Abd. | 5    | 11   | 8    | 110    |
| 4      | Honda               | Jenson Button        | 4    | 3    | 10   | 7    | Abd. | 6    | 11   | Abd. | 9    | Abd. | Abd. | 4    | 1    | 4    | 5    | 4    | 4    | 3    | 86     |
| 4      | Honda               | Rubens Barrichello   | 15   | 10   | 7    | 10   | 5    | 7    | 4    | 10   | Abd. | 6    | Abd. | Abd. | 4    | 8    | 6    | 6    | 12   | 7    | 86     |
| 5      | BMW Sauber          | Nick Heidfeld        | 12   | Abd. | 4    | 13   | 10   | 8    | 7    | 7    | 7    | Abd. | 8    | Abd. | 3    | 14   | 8    | 7    | 8    | 17   | 36     |
| 5      | BMW Sauber          | Jacques Villeneuve   | Abd. | 7    | 6    | 12   | 8    | 12   | 14   | 8    | Abd. | Abd. | 11   | Abd. |      |      |      |      |      |      | 36     |
| 5      | BMW Sauber          | Robert Kubica        |      |      |      |      |      |      |      |      |      |      |      |      | DSQ  | 12   | 3    | 13   | 9    | 9    | 36     |
| 6      | Toyota              | Ralf Schumacher      | 14   | 8    | 3    | 9    | Abd. | Abd. | 8    | Abd. | Abd. | Abd. | 4    | 9    | 6    | 7    | 15   | Abd. | 7    | Abd. | 35     |
| 6      | Toyota              | Jarno Trulli         | 16   | 9    | Abd. | Abd. | 9    | 10   | 17   | 11   | 6    | 4    | Abd. | 7    | 12   | 9    | 7    | Abd. | 6    | Abd. | 35     |
| 7      | Red Bull-Ferrari    | David Coulthard      | 10   | Abd. | 8    | Abd. | Abd. | 14   | 3    | 12   | 8    | 7    | 9    | 11   | 5    | 15   | 12   | 9    | Abd. | Abd. | 16     |
| 7      | Red Bull-Ferrari    | Christian Klien      | 8    | Abd. | Abd. | Abd. | Abd. | 13   | Abd. | 14   | 11   | Abd. | 12   | 8    | Abd. | 11   | 11   |      |      |      | 16     |
| 7      | Red Bull-Ferrari    | Robert Doornbos      |      |      |      |      |      |      |      |      |      |      |      |      |      |      |      | 12   | 13   | 12   | 16     |
| 8      | Williams-Cosworth   | Nico Rosberg         | 7    | Abd. | Abd. | 11   | 7    | 11   | Abd. | 9    | Abd. | 9    | 14   | Abd. | Abd. | Abd. | Abd. | 11   | 10   | Abd. | 11     |
| 8      | Williams-Cosworth   | Mark Webber          | 6    | Abd. | Abd. | 6    | Abd. | 9    | Abd. | Abd. | 12   | Abd. | Abd. | Abd. | Abd. | 10   | 10   | 8    | Abd. | Abd. | 11     |
| 9      | Toro Rosso-Cosworth | Vitantonio Liuzzi    | 11   | 11   | Abd. | 14   | Abd. | 15   | 10   | 13   | 13   | 8    | 13   | 10   | Abd. | Abd. | 14   | 10   | 14   | 13   | 1      |
| 9      | Toro Rosso-Cosworth | Scott Speed          | 13   | Abd. | 9    | 15   | 11   | Abd. | 13   | Abd. | 10   | Abd. | 10   | 12   | 11   | 13   | 13   | 14   | 18   | 11   | 1      |
| 10     | Midland-Toyota      | Tiago Monteiro       | 17   | 13   | Abd. | 16   | 12   | 16   | 15   | 16   | 14   | Abd. | Abd. | DSQ  | 9    | Abd. | Abd. | Abd. | 16   | 15   | 0      |
| 10     | Midland-Toyota      | Christijan Albers    | Abd. | 12   | 11   | Abd. | 13   | Abd. | 12   | 15   | Abd. | Abd. | 15   | DSQ  | 10   | Abd. | 17   | 15   | Abd. | 14   | 0      |
| 11     | Super Aguri-Honda   | Takuma Satō          | 18   | 14   | 12   | Abd. | Abd. | 17   | Abd. | 17   | 15   | Abd. | Abd. | Abd. | 13   | NC   | 16   | DSQ  | 15   | 10   | 0      |
| 11     | Super Aguri-Honda   | Yuji Ide             | Abd. | Abd. | 13   | Abd. |      |      |      |      |      |      |      |      |      |      |      |      |      |      | 0      |
| 11     | Super Aguri-Honda   | Franck Montagny      |      |      |      |      | Abd. | Abd. | 16   | 18   | Abd. | Abd. | 16   |      |      |      |      |      |      |      | 0      |
| 11     | Super Aguri-Honda   | Sakon Yamamoto       |      |      |      |      |      |      |      |      |      |      |      | Abd. | Abd. | Abd. | Abd. | 16   | 17   | 16   | 0      |